# زردة
الزردة (بالإنجليزية: Zerde)‏ هي حلوى شعبية وتقليدية في كل من إيران والعراق وبلاد الشام واشتهرت في المطبخ الحلبي وكانت قديماً تقدم في الاعراس في حلب،
ويسمّيها الإيرانيون «شُله زرد» أو «الغميقة» باللهجة الجزائرية. تحضر من الرز المحلى ليصبح على شكل مستحلب ثخين.
وأصل التسمية ربما جاء من مفردة «زرد» الفارسية والتي تعني اللون الأصفر، كون لون الأكلة بعد الإضافات هو لون أصفر.
ويستحب إضافة اللوز والمكسرات فوق الصحن عند تقديمه.

## طريقة عمل الزردة

### المقادير
- 1 كوب من الرز.
- كوب ونصف سكر او كوبين سكر (حسب المذاق).
- ملعقة شاي من صبغة اللوزينة (صبغة تعطي لون الأصفر الفريد للرز).
- 1 ملعقة صغيرة من هيل.
- 1 ملعقة صغيرة من الزعفران.
- 3-2 اقداح ماء (ملاحظة: إذا لاحظت أن الأرز يحتاج إلى مزيد من الماء أثناء الطهي، يمكنك إضافة الماء تدريجيًا حسب الحاجة، زيادة كمية الماء قد تجعل الطبق سائلاً جدًا وتؤثر على قوام الأرز).
- قليل من ماء الورد.

### طريقة العمل
ينقع الرز لمدة أربع ساعات ومن ثم يصفى، يوضع ماء في قدر على النار إلى أن يغلي الماء ثم يضاف الرز المنقوع إلى القدر التي فيها الماء المغلي ومن ثم يضاف الهيل، ثم البدء بالتحريك المستمر للرز الذي في القدر إلى أن ينضج ثم يضاف السكر مع التحريك المستمر ومن ثم يضاف الزعفران المنقوع في ماء الورد (ماء الزهر) ليعطي رائحة زكية للاكلة بعد أن ينضج الرز ويتتجانس مع الماء يرفع القدر من على النار ويسكب في صحون ويضاف إليه الزيت الساخن ومن ثم يزين بالدارسين.